# Gabrijel Radić
Pour les articles homonymes, voir Radić.
Gabrijel Radić est un joueur de volley-ball serbe né le 21 mars 1982 à Belgrade. Il mesure 2,02 m et joue central. Il totalise 30 sélections en équipe de Serbie. Il est le frère de Dejan Radić.

## Clubs
| Club                  | Pays                 | De        | À         |
| --------------------- | -------------------- | --------- | --------- |
| Vojvodina Novi Sad    | Serbie-et-Monténégro | 2000-2011 | 2003-2004 |
| EA Patras             | Grèce                | 2004-2005 | 2004-2005 |
| Monini Spoleto        | Italie               | 2005-2006 | 2005-2006 |
| Iskra Odintsovo       | Russie               | 2006-2007 | 2006-2007 |
| Aris Salonique        | Grèce                | 2007-2008 | 2007-2008 |
| Milonas Athènes       | Grèce                | 2008-2009 | 2008-2009 |
| Vojvodina Novi Sad    | Serbie               | 2009-2010 | 2009-2010 |
| GS Lamia              | Grèce                | 2010-2011 | 2010-2011 |
| Cambrai Volley-Ball   | France               | 2011-2012 | 2011-2012 |
| Martigues Volley-Ball | France               | 2012-2013 | …         |

## Palmarès
- Championnat de Serbie-et-Monténégro (1)
  - Vainqueur : 2004